# 法利 (密蘇里州)
法利（英語：Farley）是位於美國密蘇里州普拉特縣的村。

## 人口
根據2020年美國人口普查的數據，法利的面積為2.99平方千米，皆為陸地。當地共有人口265人，而人口密度為每平方千米89人。